# Oberhohenried
Oberhohenried ist ein Gemeindeteil der Kreisstadt Haßfurt im unterfränkischen Landkreis Haßberge in Bayern.

## Geographie
Das Pfarrdorf liegt rund drei Kilometer nördlich von Haßfurt am östlichen Ufer der Nassach, eines rechten Nebenflusses des Mains, auf 237 m ü. NHN. Die nächstgelegenen Orte sind Unterhohenried wenige hundert Meter südwestlich und Römershofen eineinhalb Kilometer nördlich. Die Staatsstraße 2275 verbindet Oberhohenried mit Haßfurt und der Bundesstraße 303.

## Geschichte
Oberhohenried wurde in der Mitte des 12. Jahrhunderts erstmals urkundlich erwähnt. Im Jahr 1249 verpfändete das Hochstift Bamberg Oberhohenried zusammen mit der Burg Königsberg dem Grafen Hermann I. von Henneberg, 1317 verliehen die Henneberger die Vogtei zu Oberhohenried dann an die Stein zu Altenstein. Um 1700 war Oberhohenried eine Ganerbschaft. Im Jahr 1875 zählte der Ort 194 Einwohner und 200 Gebäude.
Oberhohenried wurde am 1. Juli 1976 im Zuge der Gebietsreform in Bayern nach Haßfurt eingemeindet.

## Vereine
Der 1952 gegründete FSV Oberhohenried hat Abteilungen für Fußball, Tennis und Darts. Die Fußballabteilung tritt seit 2017 zusammen mit dem TSV Prappach als SG Prappach/Oberhohenried an.